# Jakob IV av Mallorca
Jakob IV av Mallorca, född 1336, död 1375, var en balerarisk titulärregent. Han var titulärkung av Mallorca mellan 1349 och 1375. 